# یواف‌او کلاب
یوفو کلاب (به انگلیسی: UFO Club) یک کلوب زیرزمینی بریتانیایی مشهور اما کم عُمر در دهه شصت میلادی بود که برخی گروه‌های مشهور موسیقی آن زمان، همچون پینک فلوید، پروکول هاروم، سافت مشین، اسموک و تن یرز افتر در آن به اجرا می‌پرداختند. این کلوب توسط جو بوید و جان هاپکینز تشکیل شد.
این کلوب در آغاز با نام «UFO Presents Nite Tripper» تبلیغ می‌شد، چون که هاپکینز و جو بوید نمی‌توانستند بین «UFO» یا «Nite Tripper» کدام را انتخاب کنند که در نهایت «یوفو» را در نظر گرفتند.